# Ohio Valley Conference (pallavolo)
La Ohio Valley Conference è una delle 32 conference di pallavolo femminile affiliate alla NCAA Division I, la squadra vincitrice accede di diritto al torneo NCAA.

## Membri

| Squadra                  | Sede           | Stato     | Fondazione | Soprannome       | Affiliazione |
| ------------------------ | -------------- | --------- | ---------- | ---------------- | ------------ |
| Eastern Illinois         | Charleston     | Illinois  | 1982       | Panthers         | 1996         |
| Lindenwood               | St. Charles    | Missouri  | ?          | Lions            | 2022         |
| Arkansas Little Rock     | Little Rock    | Arkansas  | 1988       | Trojans          | 2022         |
| Morehead State           | Morehead       | Kentucky  | 1972       | Eagles           | 1981         |
| Southeast Missouri State | Cape Girardeau | Missouri  | 1974       | Redhawks         | 1991         |
| SIU Edwardsville         | Edwardsville   | Illinois  | 1995       | Cougars          | 2008         |
| Southern Indiana         | Evansville     | Indiana   | 1979       | Screaming Eagles | 2022         |
| Tennessee Martin         | Martin         | Tennessee | 1969       | Skyhawks         | 1992         |
| Tennessee State          | Nashville      | Tennessee | 1987       | Lady Tigers      | 1987         |
| Tennessee Tech           | Cookeville     | Tennessee | 1975       | Golden Eagles    | 1981         |
| Western Illinois         | Macomb         | Illinois  | 1976       | Leathernecks     | 2023         |

### Ex membri
| College                | Ingresso | Uscita |
| ---------------------- | -------- | ------ |
| Western Kentucky       | 1981     | 1981   |
| Youngstown State       | 1981     | 1987   |
| Middle Tennessee State | 1981     | 1999   |
| Eastern Kentucky       | 1981     | 2020   |
| Austin Peay State      | 1981     | 2021   |
| Akron                  | 1982     | 1986   |
| Murray State           | 1983     | 2021   |
| Samford                | 2003     | 2007   |
| Jacksonville State     | 2003     | 2020   |
| Belmont                | 2012     | 2021   |

## Arene
| Squadre                  | Arene                                       | Capacità |
| ------------------------ | ------------------------------------------- | -------- |
| Eastern Illinois         | Lantz Arena                                 | 5 300    |
| Lindenwood               | Robert F. Hyland Performance Arena          | 3 270    |
| Arkansas Little Rock     | Jack Stephens Center                        | 5 600    |
| Morehead State           | Ellis Johnson Arena                         | 6 500    |
| Southeast Missouri State | Houck Fieldhouse                            | 1 000    |
| SIU Edwardsville         | First Community Arena                       | 4 000    |
| Southern Indiana         | Liberty Arena, Home of the Screaming Eagles | 4 800    |
| Tennessee State          | Kean Hall                                   | 2 500    |
| Tennessee Tech           | Eblen Center                                | 9 280    |
| Tennessee Martin         | Skyhawk Fieldhouse                          | 3 000    |
| Western Illinois         | Western Hall                                | 4 421    |

## Albo d'oro
| Anno          | Podio                    | Podio                    | Podio |
| Campione      | Seconda                  | Terza                    |       |
| ------------- | ------------------------ | ------------------------ | ----- |
| 1981 Dettagli | Eastern Kentucky         | Morehead State           | -     |
| 1982 Dettagli | Eastern Kentucky         | Morehead State           | -     |
| 1983 Dettagli | Eastern Kentucky         | ?                        | -     |
| 1984 Dettagli | Eastern Kentucky         | Tennessee Tech           | -     |
| 1985 Dettagli | Eastern Kentucky         | Morehead State           | -     |
| 1986 Dettagli | Eastern Kentucky         | Morehead State           | -     |
| 1987 Dettagli | Morehead State           | Eastern Kentucky         | -     |
| 1988 Dettagli | Eastern Kentucky         | Morehead State           | -     |
| 1989 Dettagli | Murray State             | Morehead State           | -     |
| 1990 Dettagli | Eastern Kentucky         | Murray State             | -     |
| 1991 Dettagli | Austin Peay State        | Morehead State           | -     |
| 1992 Dettagli | Murray State             | Austin Peay State        | -     |
| 1993 Dettagli | Morehead State           | Southeast Missouri State | -     |
| 1994 Dettagli | Southeast Missouri State | Austin Peay State        | -     |
| 1995 Dettagli | Middle Tennessee State   | Morehead State           | -     |
| 1996 Dettagli | Southeast Missouri State | Eastern Illinois         | -     |
| 1997 Dettagli | Tennessee Tech           | Eastern Illinois         | -     |
| 1998 Dettagli | Southeast Missouri State | Eastern Illinois         | -     |
| 1999 Dettagli | Southeast Missouri State | Austin Peay State        | -     |
| 2000 Dettagli | Southeast Missouri State | Tennessee Martin         | -     |
| 2001 Dettagli | Eastern Illinois         | Tennessee Martin         | -     |
| 2002 Dettagli | Tennessee Martin         | Southeast Missouri State | -     |
| 2003 Dettagli | Murray State             | Morehead State           | -     |
| 2004 Dettagli | Eastern Kentucky         | Eastern Illinois         | -     |
| 2005 Dettagli | Jacksonville State       | Eastern Kentucky         | -     |
| 2006 Dettagli | Jacksonville State       | Southeast Missouri State | -     |
| 2007 Dettagli | Tennessee State          | Morehead State           | -     |
| 2008 Dettagli | Tennessee Tech           | Murray State             | -     |
| 2009 Dettagli | Jacksonville State       | Morehead State           | -     |
| 2010 Dettagli | Austin Peay State        | Morehead State           | -     |
| 2011 Dettagli | Morehead State           | Tennessee Martin         | -     |
| 2012 Dettagli | Belmont                  | Morehead State           | -     |
| 2013 Dettagli | Morehead State           | SIU Edwardsville         | -     |
| 2014 Dettagli | Murray State             | Belmont                  | -     |
| 2015 Dettagli | Belmont                  | Murray State             | -     |
| 2016 Dettagli | Murray State             | SIU Edwardsville         | -     |
| 2017 Dettagli | Austin Peay State        | Murray State             | -     |
| 2018 Dettagli | Murray State             | Austin Peay State        | -     |
| 2019 Dettagli | Southeast Missouri State | Morehead State           | -     |
| 2020 Dettagli | Morehead State           | Jacksonville State       | -     |
| 2021 Dettagli | Southeast Missouri State | Morehead State           | -     |
| 2022 Dettagli | Tennessee State          | Southeast Missouri State | -     |
| 2023 Dettagli | Eastern Illinois         | Southeast Missouri State | -     |
| 2024 Dettagli | Lindenwood               | Morehead State           | -     |

## Palmarès
| Squadre                  | Titoli | Stagioni                                             |
| ------------------------ | ------ | ---------------------------------------------------- |
| Eastern Kentucky         | 9      | 1981, 1982, 1983, 1984, 1985, 1986, 1988, 1990, 2004 |
| Southeast Missouri State | 7      | 1994, 1996, 1998, 1999, 2000, 2019, 2021             |
| Murray State             | 6      | 1989, 1992, 2003, 2014, 2016, 2018                   |
| Morehead State           | 5      | 1987, 1993, 2011, 2013, 2020                         |
| Jacksonville State       | 3      | 2005, 2006, 2009                                     |
| Austin Peay State        | 3      | 1991, 2010, 2017                                     |
| Tennessee Tech           | 2      | 1997, 2008                                           |
| Belmont                  | 2      | 2012, 2015                                           |
| Tennessee State          | 2      | 2007, 2022                                           |
| Eastern Illinois         | 2      | 2001, 2023                                           |
| Middle Tennessee State   | 1      | 1995                                                 |
| Tennessee Martin         | 1      | 2002                                                 |
| Lindenwood               | 1      | 2024                                                 |